# (925) Alphonsina
(925) Alphonsina ist ein Asteroid des Hauptgürtels, der am 13. Januar 1920 vom katalanischen Astronomen José Comas Solá in Barcelona entdeckt wurde.
Der Asteroid wurde benannt nach Alfonso X. (1221–1284), König von Kastilien-León (1252–1284) und gleichzeitig nach Alfonso XIII. (1886–1941), König von Spanien (1886–1931).